# Aérodrome de Rion-des-Landes
L’aérodrome de Rion-des-Landes (code OACI : LFIL) est un aérodrome ouvert à la circulation aérienne publique (CAP), situé à 3,5 km au sud-ouest de Rion-des-Landes dans les Landes (région Nouvelle-Aquitaine, France).
Il est utilisé pour la pratique d’activités de loisirs et de tourisme (aviation légère et hélicoptère).

## Histoire
Aérodrome qui regroupe deux aéroclubs :
- Jean Causseque
- Nord Aero

L'association Nord Aero a été créée pour remettre en état et faire voler des avions de légende. 
Elle propose des baptêmes ou la location d'avion ou ULM.

## Installations
L’aérodrome dispose d’une piste en herbe orientée est-ouest (05/23), longue de 1 075 mètres et large de 60.
L’aérodrome n’est pas contrôlé. Les communications s’effectuent en auto-information sur la fréquence de 123,500 MHz.